# ストラボ (小惑星)
ストラボ (4876 Strabo) は、小惑星帯の小惑星。パロマー天文台のトム・ゲーレルスとライデン天文台のファン・ハウテン夫妻が発見した。
古代ローマ時代のギリシア系の地理学者・歴史家ストラボン（Strabon, ギリシア語：Στράβων, ラテン名：Strabo）から命名された。